# 侮辱国旗、国徽、国歌罪
侮辱国旗、国徽、国歌罪是中华人民共和国刑法第299条规定的一种刑罰。若有人在公众场合故意焚烧、毁损、涂划、玷污、践踏侮辱中华人民共和国国旗、中华人民共和国国徽以及故意篡改中华人民共和国国歌歌词、曲谱，他將被判處3年以下有期徒刑、拘役、管制或者剥夺政治权利。